# Ubisoft Pune
 (janvier 2014).
Ubisoft Pune est un studio indien de développement de jeux vidéo fondé en 2006 et situé à Pune.
À l'origine, le studio appartenait à Gameloft et a été racheté par Ubisoft en 2008. Le studio a été développé par Cyril Erbin et construit autour du savoir-faire de quelques anciens de Gameloft Hyderabad, en particulier au niveau de la production et du test (QA). Il a vite grossi pour atteindre 150 personnes en 2008 et a développé un savoir-faire sur les plateformes tactiles et sur le mobile, avant le rachat par Ubisoft. Les valeurs initiales du studio étaient la diversité (origines, parcours et talents), la volonté d'apprendre et de partager et un très fort esprit d'équipe.
Depuis le rachat par Ubisoft, le studio est monté en gamme et développe principalement des jeux pour tablettes ou consoles portables. Il est également chargé de réaliser plusieurs rééditions de jeux en haute définition.

## Jeux développés
| Titres                                        | Année | Plates-formes                    |
| --------------------------------------------- | ----- | -------------------------------- |
| Assassin's Creed Multiplayer Rearmed          | 2011  | iPhone, Android                  |
| Tom Clancy's Splinter Cell Trilogy HD         | 2011  | PlayStation 3                    |
| Monster 4x4 3D                                | 2012  | Nintendo 3DS                     |
| Prince of Persia Classic                      | 2012  | iOS, Android                     |
| Just Dance 2014                               | 2013  | PlayStation 3                    |
| Prince of Persia : L'Ombre et la Flamme       | 2013  | iOS, Android                     |
| Prince of Persia : Les Sables du Temps Remake | 2021  | Windows, Xbox One, PlayStation 4 |